# HD 189733
« HD 189733 B » redirige ici. Pour l'exoplanète nommée HD 189733 b (avec un « b » minuscule), voir HD 189733 b.
Désignations
V452 Vulpeculae (en abrégé V452 Vul), aussi nommé HD 189733, est un système stellaire et planétaire de la Voie lactée, dans la constellation boréale du Petit Renard, constitué de deux étoiles et au moins une planète. Le sous-système principal, HD 189733 A, est constitué de HD 189733 Aa, une étoile naine orange surnommée Alopex,,, et de HD 189733 Ab, une planète confirmée surnommée Isis. Cette paire d'objets est accompagnée par l'étoile HD 189733 B, une naine rouge (type spectral M4V).

## HD 189733 A
HD 189733 A est située à une distance de ∼ 64,5 a.l. (∼ 19,8 pc) du Soleil. Il s'agit d'une naine orange de type spectral K2V.

### HD 189733 Ab
HD 189733 Ab (nom souvent simplifié en HD 189733 b, avec un « b » minuscule) a été détectée grâce à ÉLODIE, un spectrographe installé au foyer du télescope de type Cassegrain de 1,93 mètre de diamètre de l'Observatoire de Haute-Provence. Sa découverte a été annoncée en 2005. Il s'agit d'un Jupiter très chaud. Du méthane y a été détecté en 2008.

## HD 189733 B
L'étoile HD 189733 B (avec un « B » majuscule) est le compagnon stellaire de HD 189733 A, dont elle est séparée d'environ 216 unités astronomiques. Elle orbite autour de HD 189733 A  en environ 3 200 ans.